# Escalada

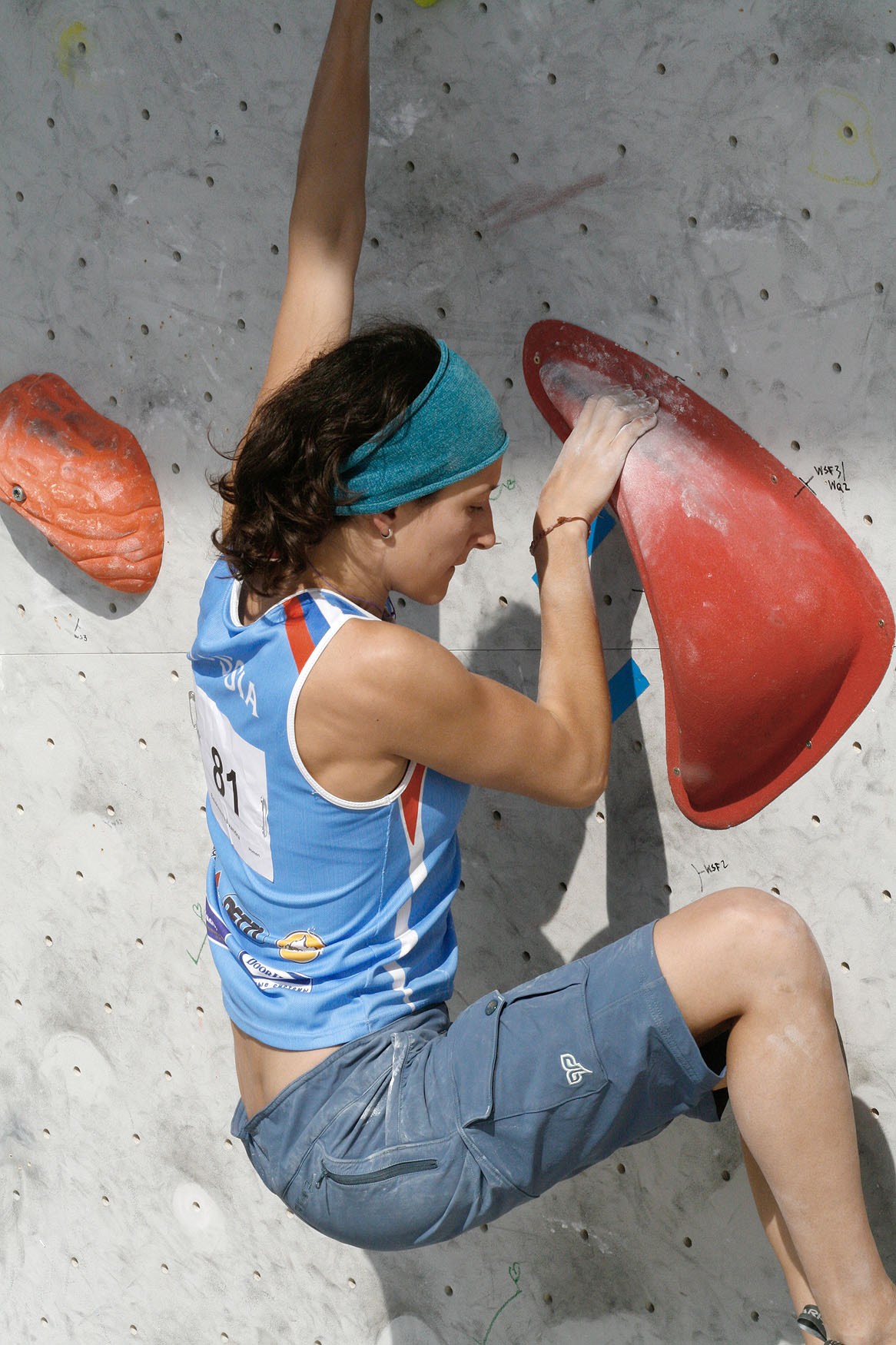
Escaladora Alexandra Balakireva no IFSC Boulder Worldcup Vienna 2010

Escalada é o desporto ou a atividade de escalar pedras, montanhas e fendas, com ou sem o auxílio de cordas e equipamentos especiais. O objetivo é atingir um ponto final ou um cume de uma face pedrosa ou de uma estrutura. Isso é feito utilizando equipamentos específicos, dependentes da dificuldade da escalada. É um desporto com uma exigência física elevada que combina ginástica e agilidade com o trabalho mental para executar uma ascensão ou uma travessia.
Esta atividade pode ser praticada como forma de recreação ou, em níveis mais elevados, como desporto  competitivo. Além disso, algumas atividades comerciais utilizam as técnicas da escalada no seu cotidiano, como na manutenção de torres de comunicação e pontes. Também é uma competência necessária para realização de operações militares e resgates de emergência.

## Boulder
Boulder é uma modalidade que não utiliza cordas, feita em blocos de pedras, pequenas falésias ou em muros de escalada indoor, em que uma queda não seria perigosa para o escalador. A prática de boulder requer poucos equipamentos. É necessário apenas sapatilha, magnésio e crash pad, para amortecer pequenas quedas. Pela natureza curta das escaladas em boulders, preza-se muito pela força, técnica e explosão do escalador.

## Escalada esportiva
Na escalada esportiva, as proteções usadas pelos escaladores durante a progressão são fixas na rocha, normalmente feitas com grampos ou chapeletas de inox que foram instaladas na parede previamente pelos conquistadores da via. Por serem proteções mais seguras e preexistentes na rocha, eliminam a etapa de colocação das proteções móveis durante a subida, fazendo com que seja requerido menos equipamentos e procedimentos. Assim como nos boulders, valoriza-se a força, técnica e resistência do escalador. Por essas características, as vias esportivas geralmente são curtas, entre 20 e 50 metros, mas não impede que existam vias mais longas, com duas ou mais enfiadas.

## Escalada tradicional
Diferente da esportiva, na escalada tradicional não existem proteções fixas previamente instaladas na rocha para que a proteção do escalador possa ser feita. Nesta modalidade utiliza-se equipamentos de proteção móvel que são instalados em fissuras e outras imperfeições da rocha, que são removidos ao final da atividade. Ela demanda do escalador maior conhecimento e comprometimento, fazendo o estilo tradicional menos casual.

## Big Wall

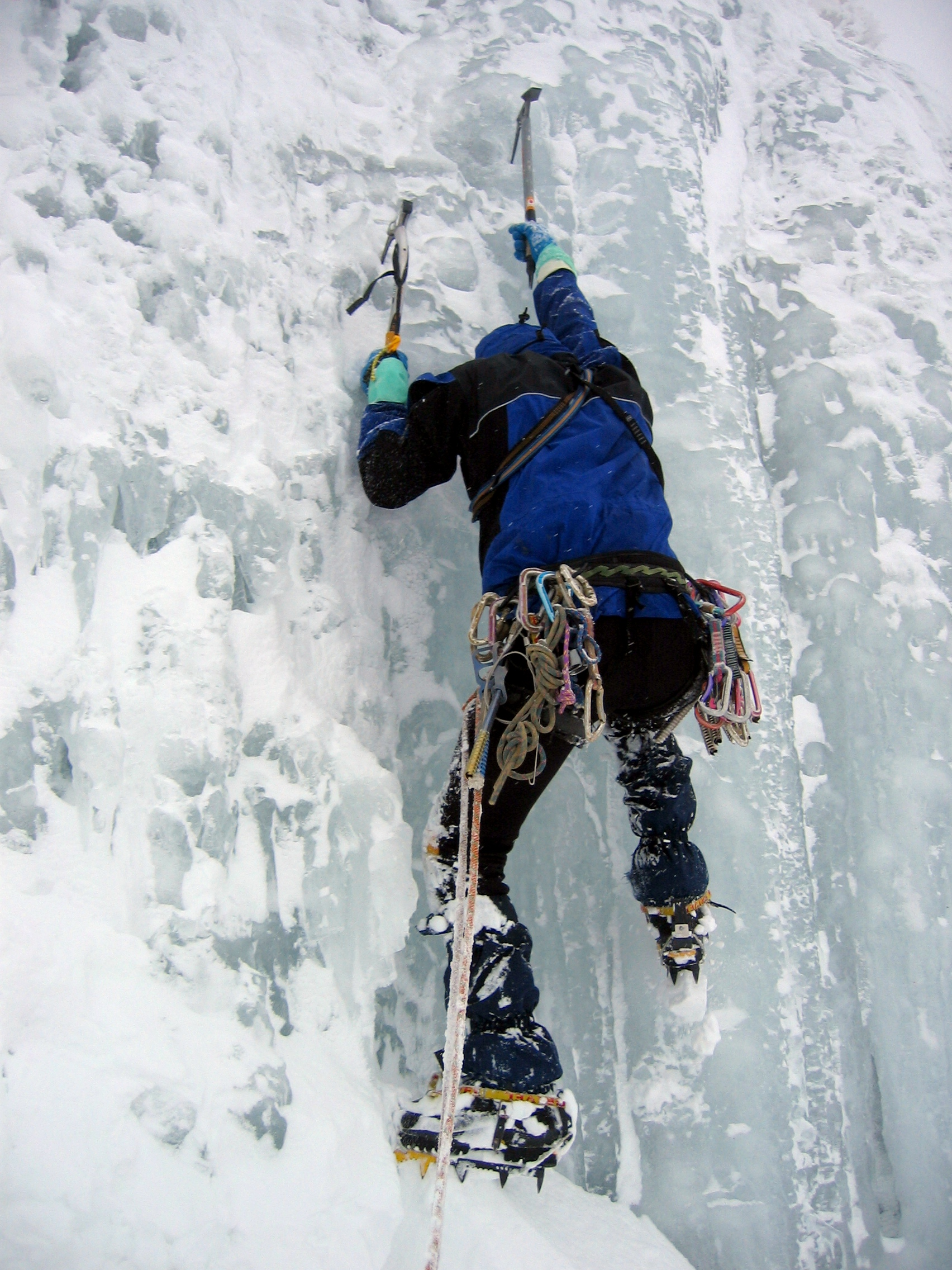
Escalada numa cascata de gelo na Suíça

Ao contrário do que uma tradução direta sugere, um big wall não é definido pela tamanho da via de escalada, mas sim pelo tempo necessário para ascendê-la. Apesar de serem geralmente grandes, para ser classificada como big wall a escalada deve durar pelo menos dois dias na rocha. Ao medir a duração para execução de uma via, é considerado o tempo que uma cordada normal leva para realizar todas as suas enfiadas. Por isso, é possível que big walls sejam terminados em poucas horas, mas nem por isso deixam de ser classificados de tal maneira. Um exemplo são as vias do El Capitan, localizado em Yosemite. Normalmente, esses big walls são realizados dentro de 2 a 5 dias, em cordadas normais. Porém, o recorde de ascensão mais rápida está abaixo de 2 horas na via The Nose.
O que torna os big walls tão extensos é o fato de que grande parte da escalada é feita em artificial, o que consome um tempo muito maior para realizar cada enfiada. Além disso, é preciso realizar bivaques na rocha, um acampamento temporário para os escaladores pernoitarem. Isso demanda uma carga extra de equipamentos, além de comida e água para os vários dias de atividade, que precisam ser içados pelos escaladores durante toda a via.

## Alpinismo
Também conhecida como Escalada Alpina é, provavelmente, o tipo mais difícil de escalada. Nela, o escalador precisa dominar técnicas de escalada em rocha, neve e gelo, além de ter conhecimentos de sobrevivência como cozinhar e solucionar emergências médicas, já que é necessário permanecer dias em um ambiente inóspito de montanha. Ainda está sujeito às intempéries da natureza, como deslizamentos de pedra, avalanches e tempestades.

## Via ferrata

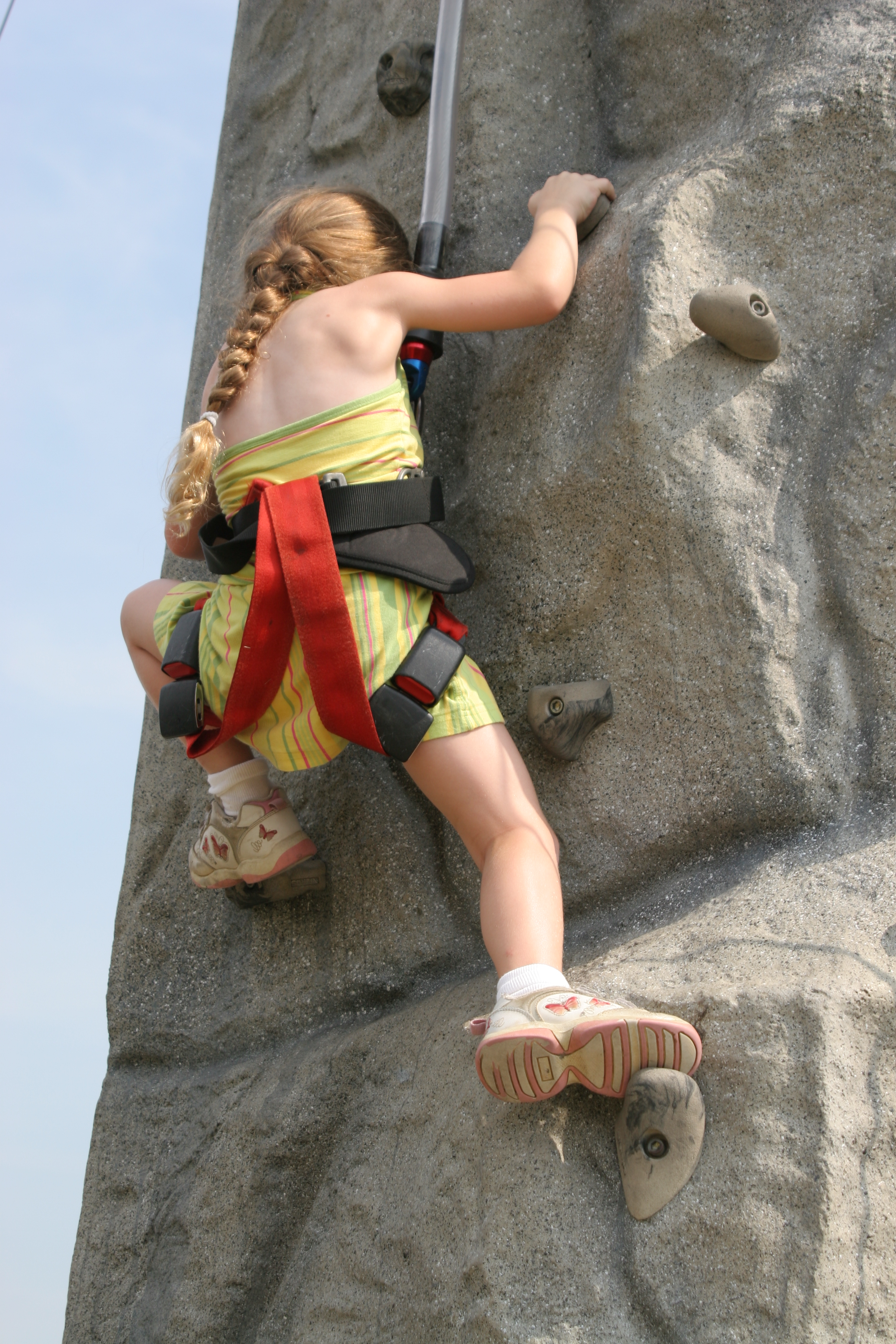
Escalada em parede artificial

São escaladas feitas em estilo artificial em ambientes de montanha. São utilizados cabos de aço, escadas e pinos metálicos que auxiliam e dão segurança ao escalador durante a subida. Desta forma, alpinistas podem chegar a lugares que antes só seriam acessíveis através de escalada convencional. Geralmente as vias ferratas requerem um conjunto específico de equipamentos, como um par de mosquetões conectados à cadeirinha do escalador por fitas capazes de absorver impactos. Conforme o escalador progride na via, ele conecta esses mosquetões nas proteções fixas para garantir a sua segurança, sejam nos degraus de uma escada ou num cabo de aço.

## Escalada indoor
Como não é possível estar nas montanhas e falésias sempre que desejado, seja por serem remotas ou por mau tempo, a escalada indoor é a alternativa para escaladores manterem a forma mesmo longe do ambiente natural ideal. Geralmente isto é feito em ginásios de escalada, onde existem muros construídos normalmente de madeira com agarras artificiais de resina ou fibra de vidro para simular ao máximo as paredes de rocha naturais. Com isso é possível criar blocos e simular circuitos de qualquer dificuldade. Apesar de ser um investimento relativamente alto, também é possível construir muros artificiais em casa e adaptar o treinamento à sua necessidade.
As paredes de escalada artificiais criaram uma forma prática para a realização de campeonatos e torneios, já que é possível construir infinitas vias de diferentes graus de dificuldade, tudo isso em um local fechado que não está sujeito a eventos climáticos.

Modalidades de escalada
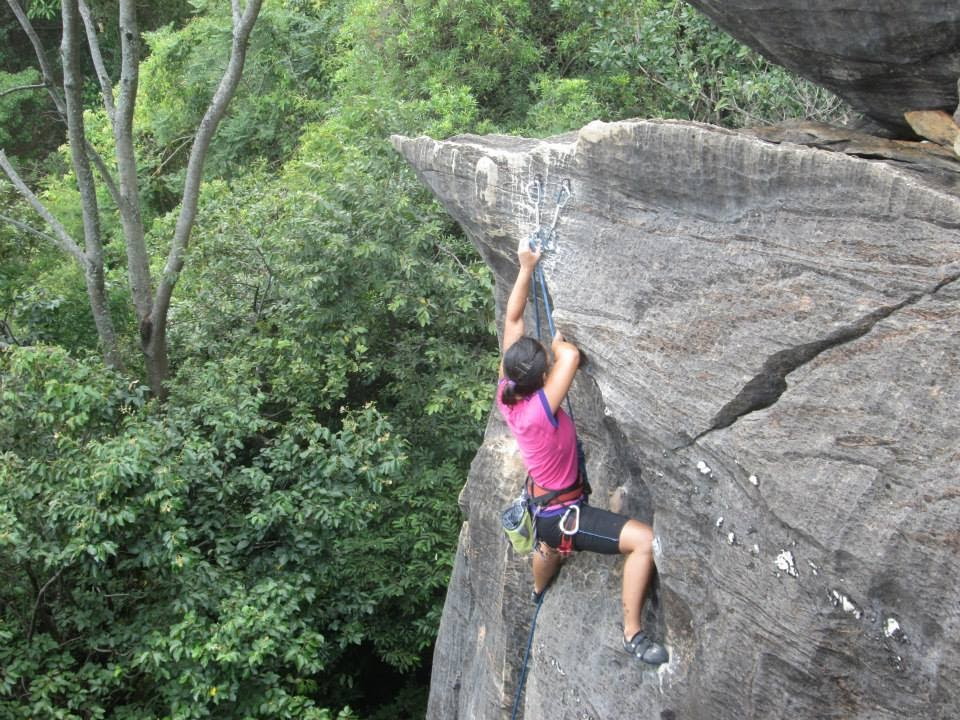
Escalada esportiva na Serra do Cipó
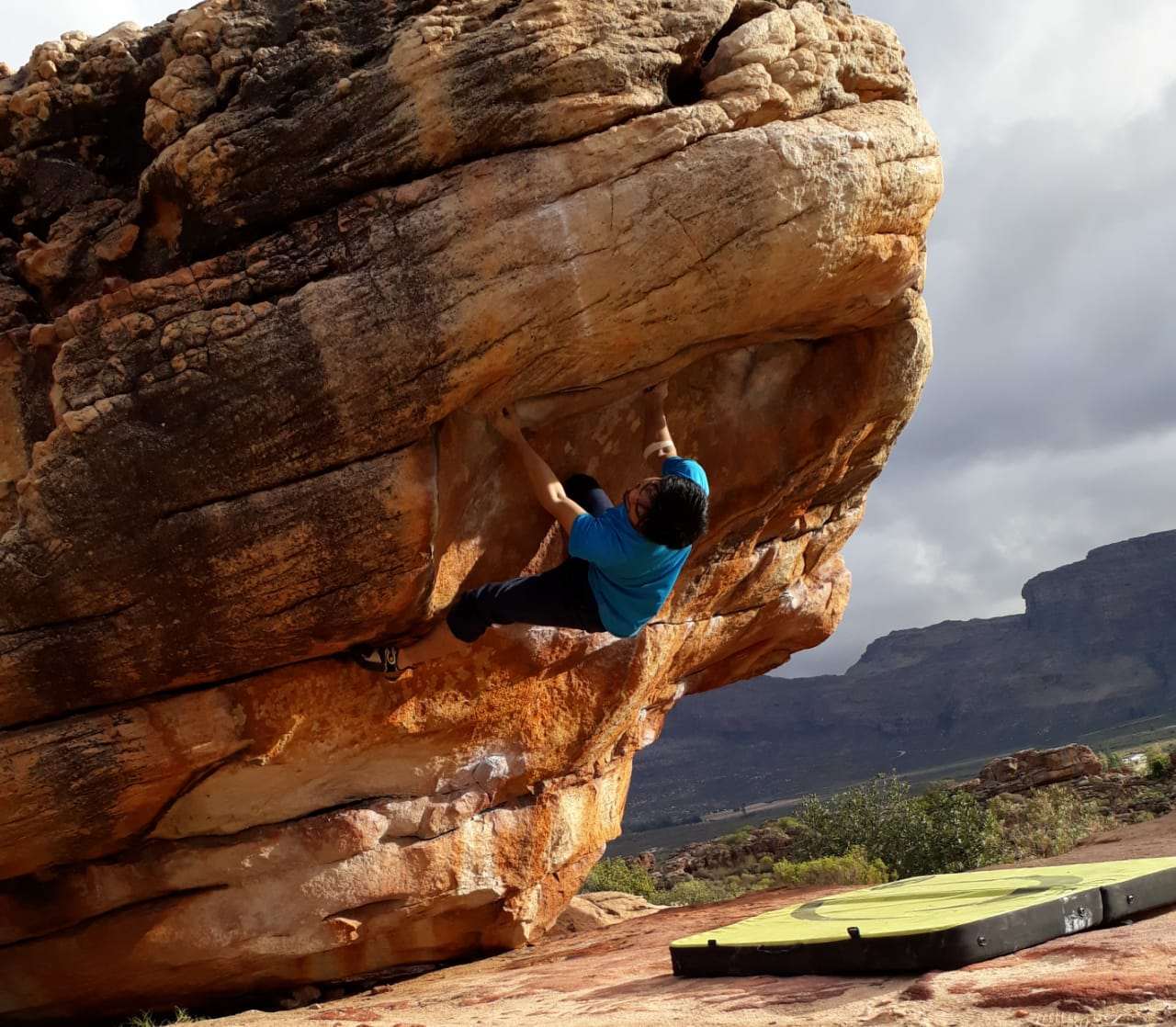
Boulder em Rocklands, África do Sul
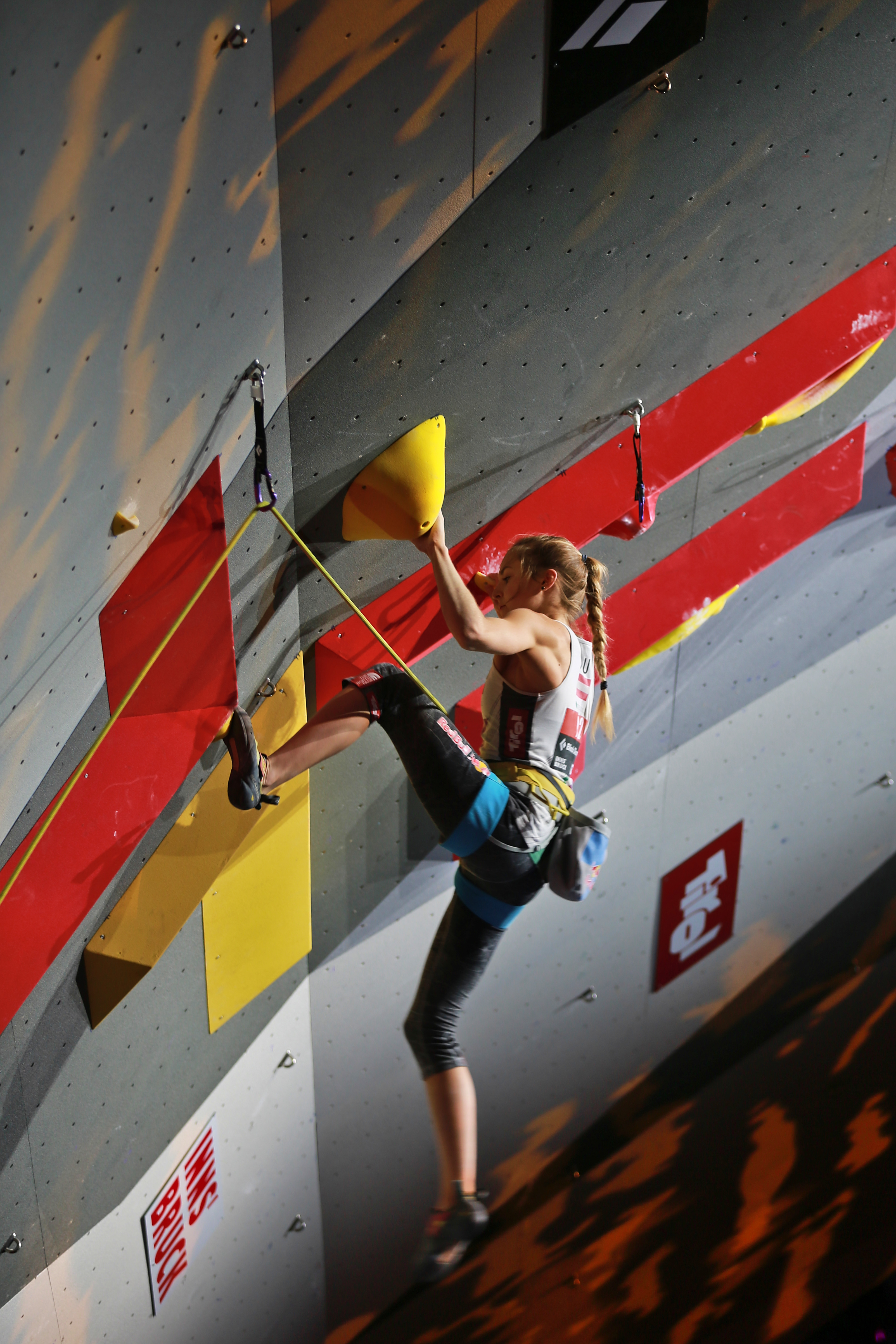
Jessica Pilz na final do Campeonato Mundial de Escalada de 2018 na modalidade escalada guiada
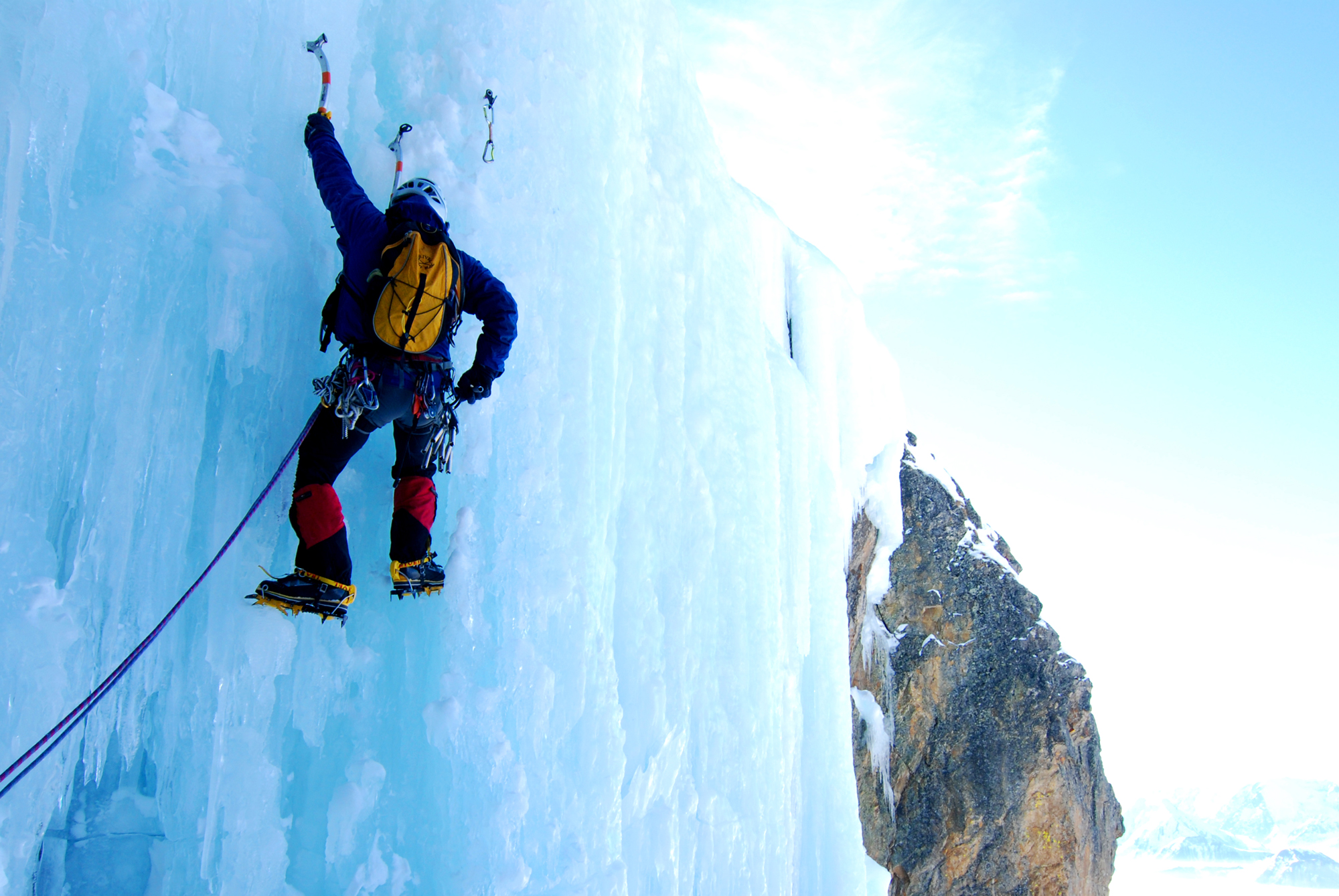
Escalada alpina em Symphonie d'automne, França.
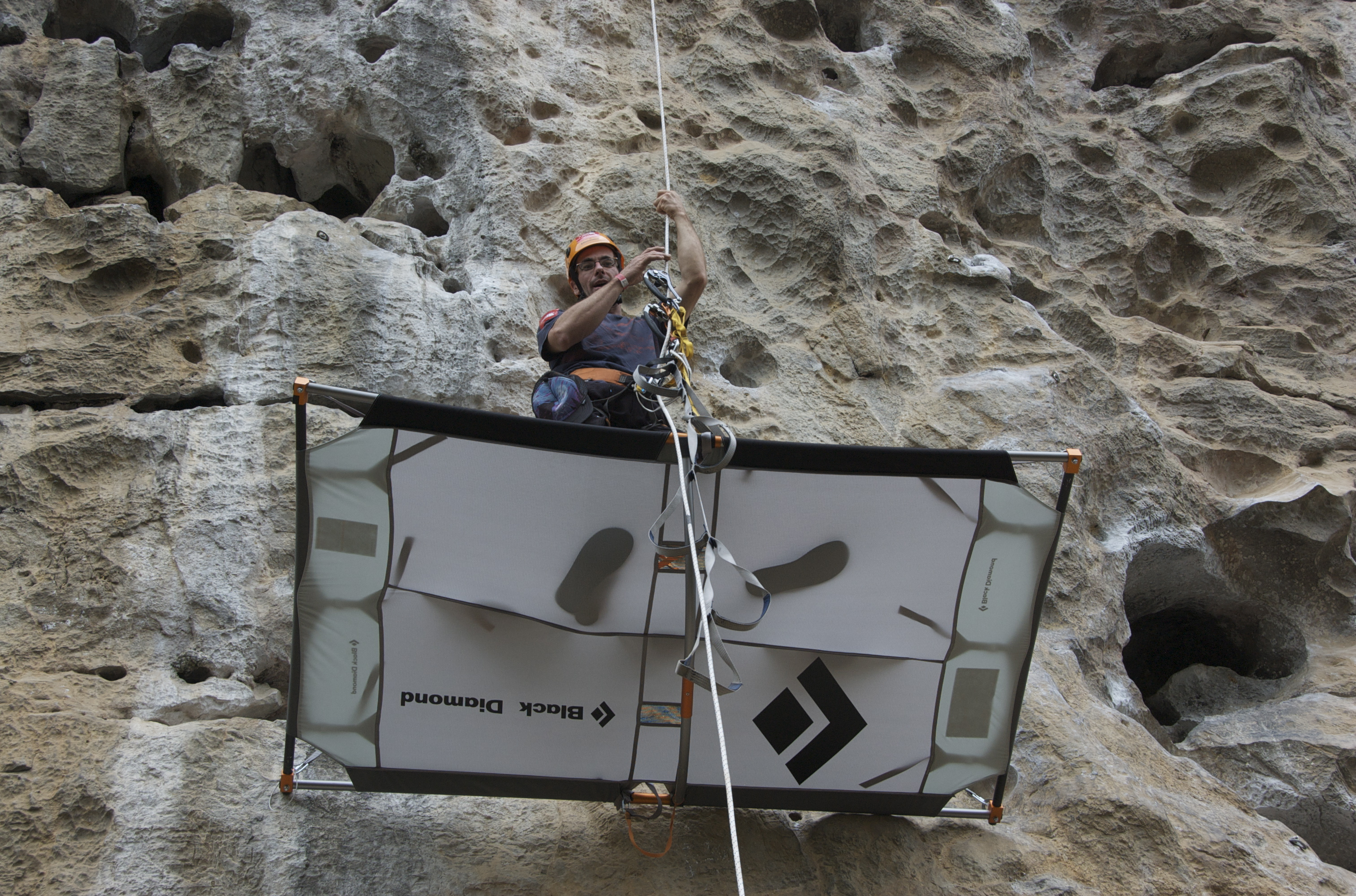
Big Wall com montagem de um bivaque durante a escalada.
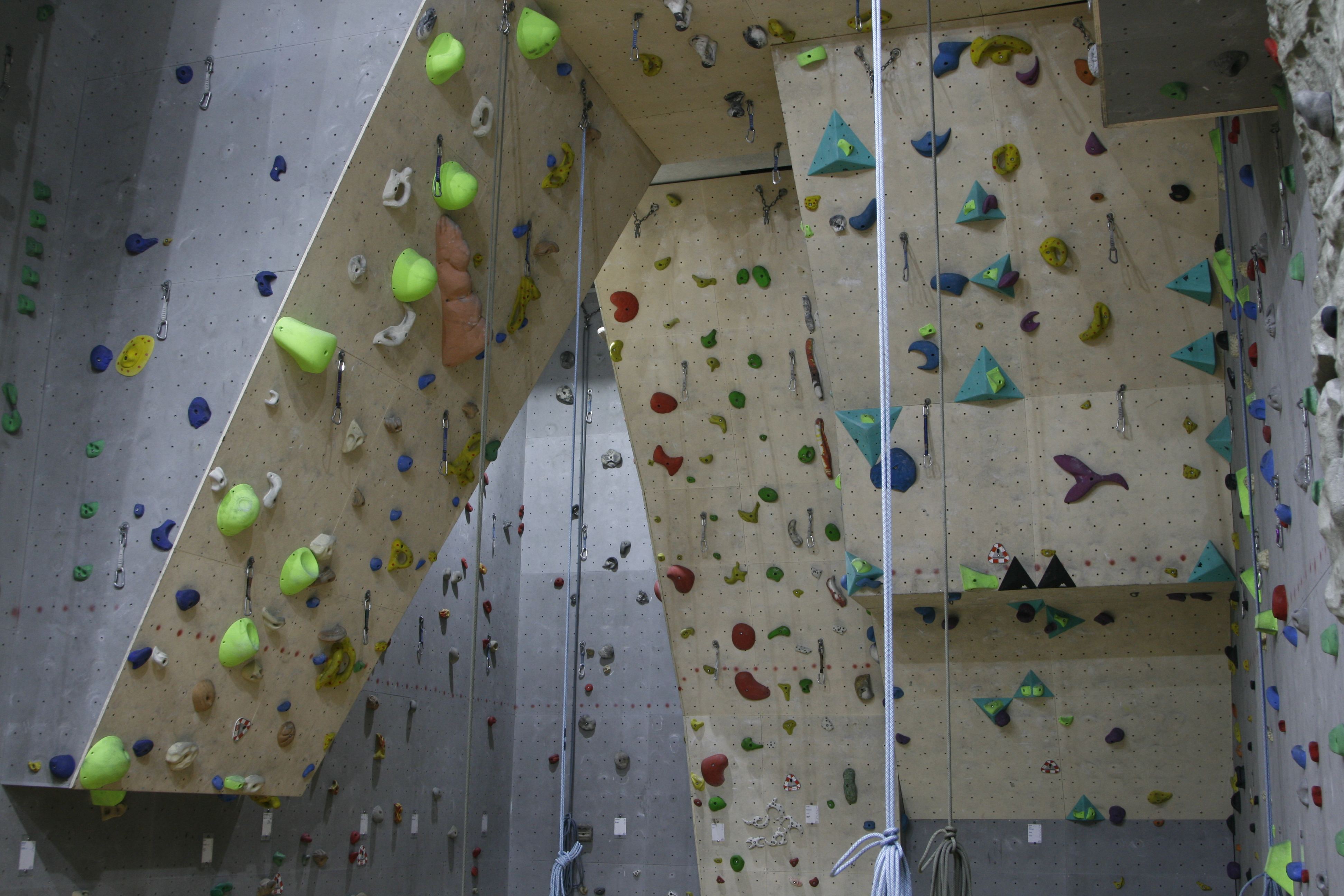
Academia de escalada indoor na Alemanha
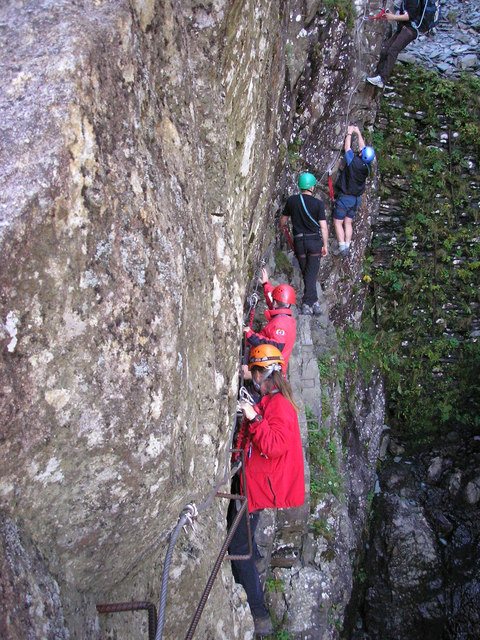
Via Ferrata na Inglaterra
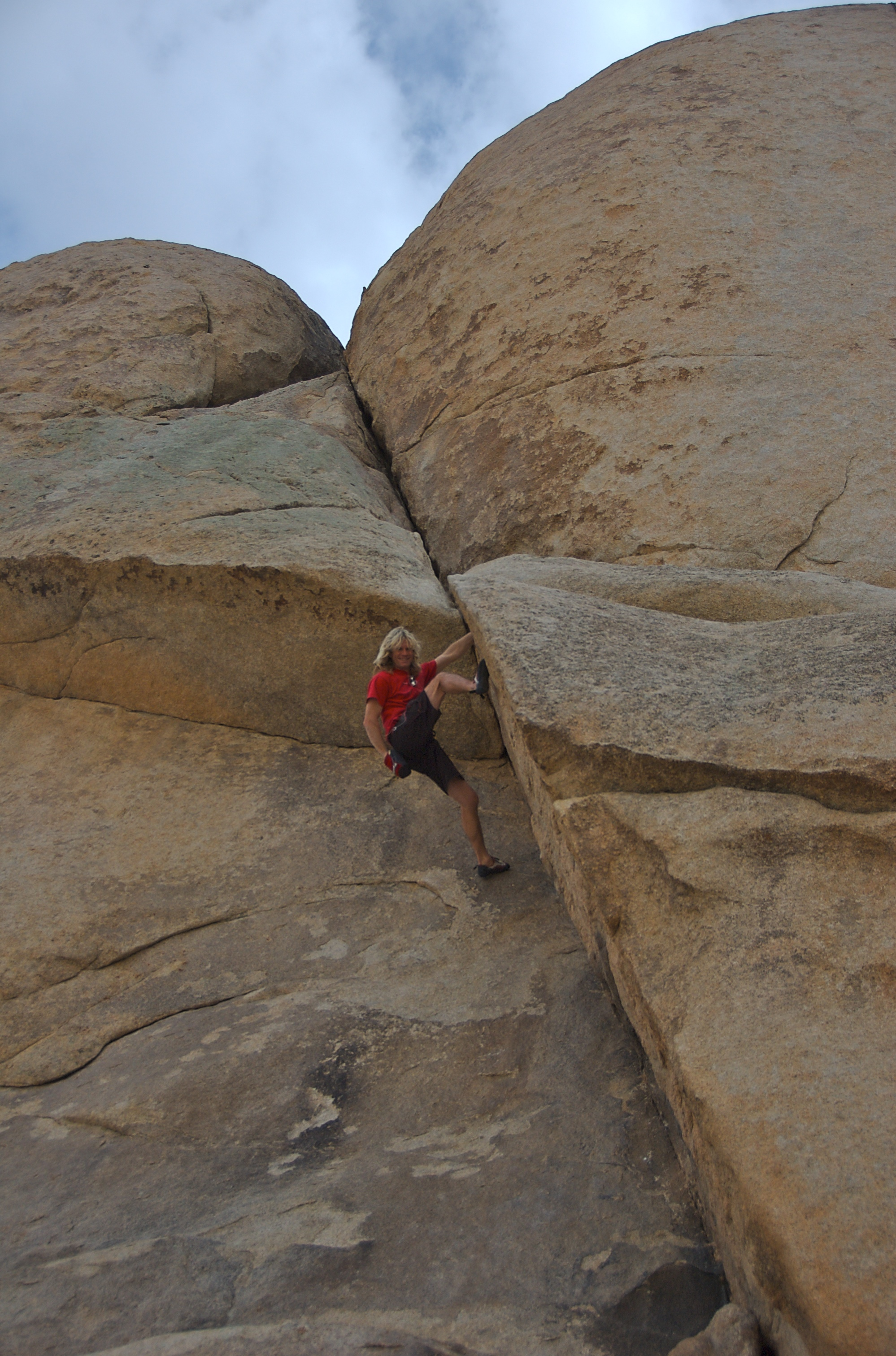
Michael Reardon numa escalada em solo

## Escalada em livreversusescalada em artificial
A escalada é feita em livre quando o escalador utiliza somente suas mãos, pés e o corpo como ferramentas para progredir na rocha e realizar descansos, quando necessários. Já na escalada em artificial, se faz uso de equipamentos para auxiliar nos movimentos de progressão. Estes equipamentos podem ser fixos na rocha, como cabos de aço, grampos e parafusos, ou móveis, como estribos, pitons e cliffhangers. Os equipamentos artificiais podem ser usados em cenários onde não seria possível a escalada em livre, como alguns tetos, ou para vencer um lance de grau mais elevado encontrado durante uma escalada em livre.

## Sistemas de graduação de vias
A graduação de uma determinada via é dada considerando a dificuldade de sua realização quando escalada em livre. A graduação é uma medida subjetiva, uma vez que é definida a princípio pelo escalador conquistador da via, sendo redefinida se necessário pela comunidade que a frequenta, geralmente devido à modificações na rocha, como quebra de agarras.
Os principais sistemas de graduação de vias de escalada são o francês e o americano. Entretanto, há outros sistemas, como por exemplo o inglês, o australiano, o norueguês, o finlandês, o checo, o brasileiro e o sistema UIAA. Quanto aos sistemas de graduação para boulder, há o Hueco Thanks (americano) e o Fontainebleau (francês).
O sistema de graduação brasileiro começou a ser concebido na década de 1940 por pioneiros da escalada no Brasil, iniciando com uma escala que ia do 1º a 5º graus. Nas décadas posteriores ele foi sendo aprimorado e em 1974 surgiu a subdivisão "sup" e um ano depois o sistema brasileiro foi oficializado. Depois disso ainda sofreu adaptações nas décadas de 1980 e 1990.

## Equipamentos
Os principais equipamentos para a prática da escalada são: sapatilhas ou botas de escalada, crashpad, mosquetões, baudrier, cadeirinha ou Arnês, freios, fitas e cordeletes, magnésio, capacete, cordas, camalot, nuts, hexentric, big bros, tricams e costuras, sendo necessário para cada tipo de escalada um conjunto específico de equipamentos.

Equipamentos de Escalada
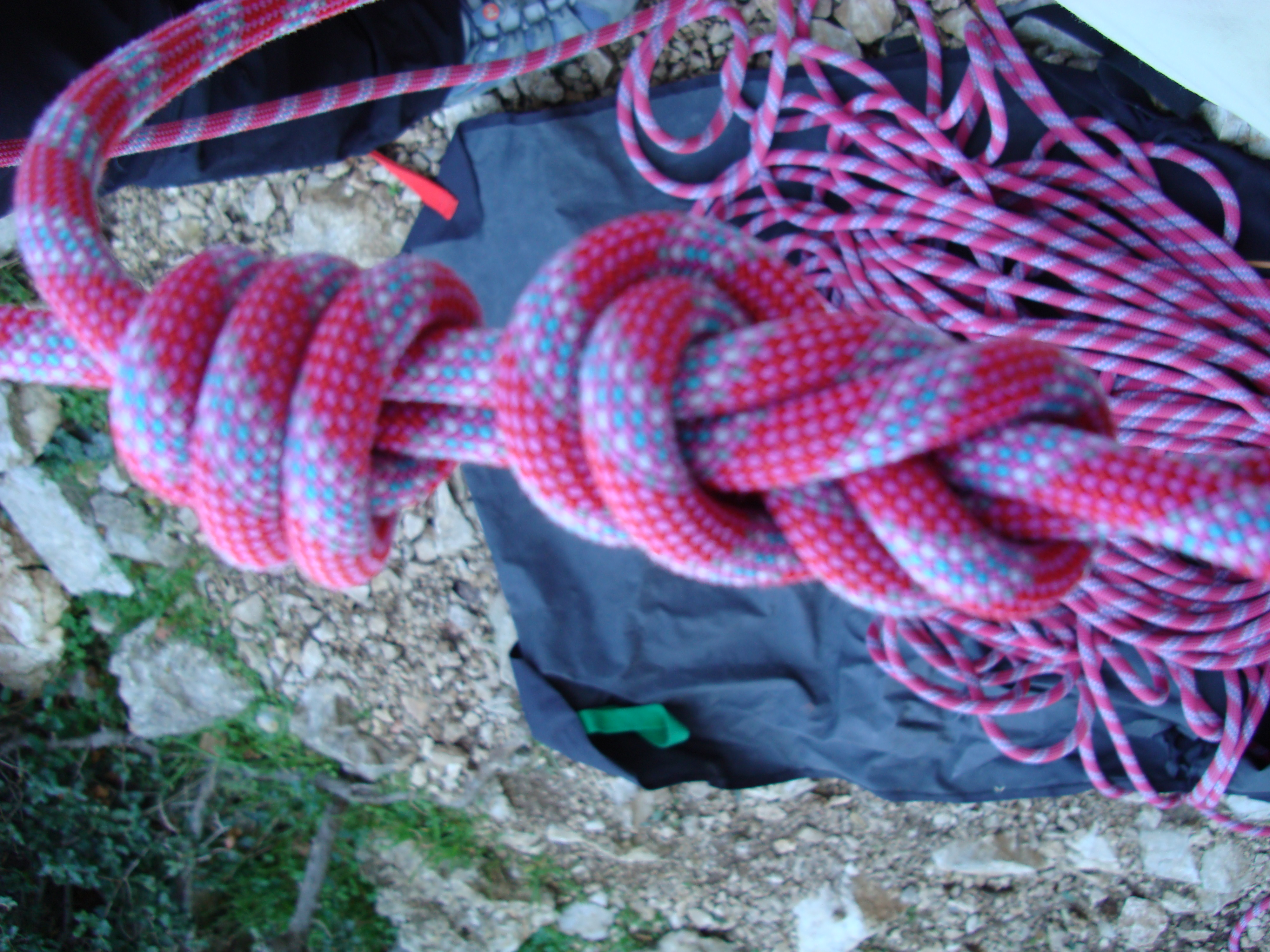
Corda de escalada
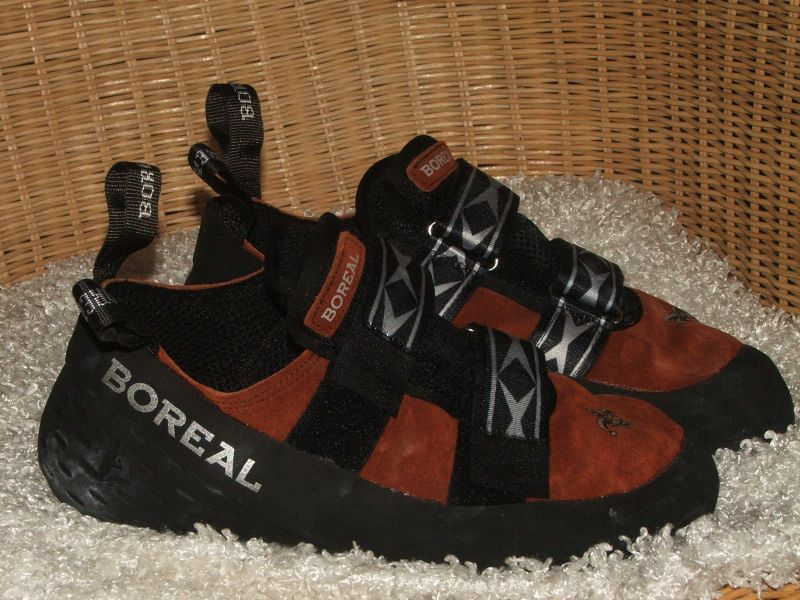
Sapatilha
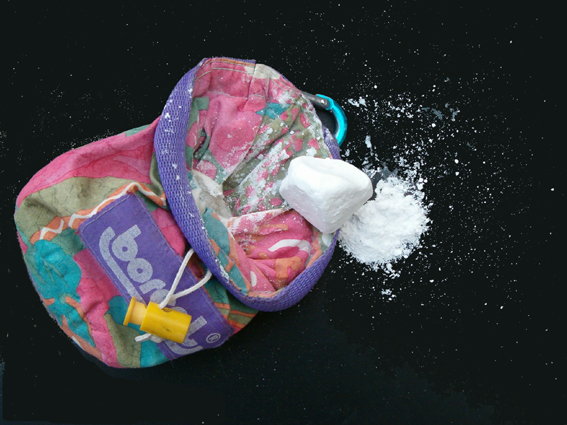
Magnésio
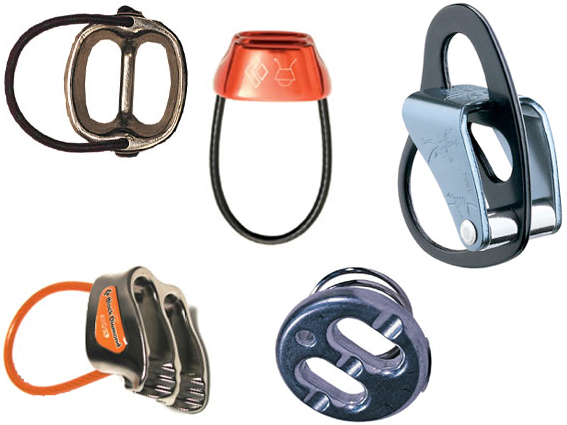
Diferentes tipos de freio (ATC)
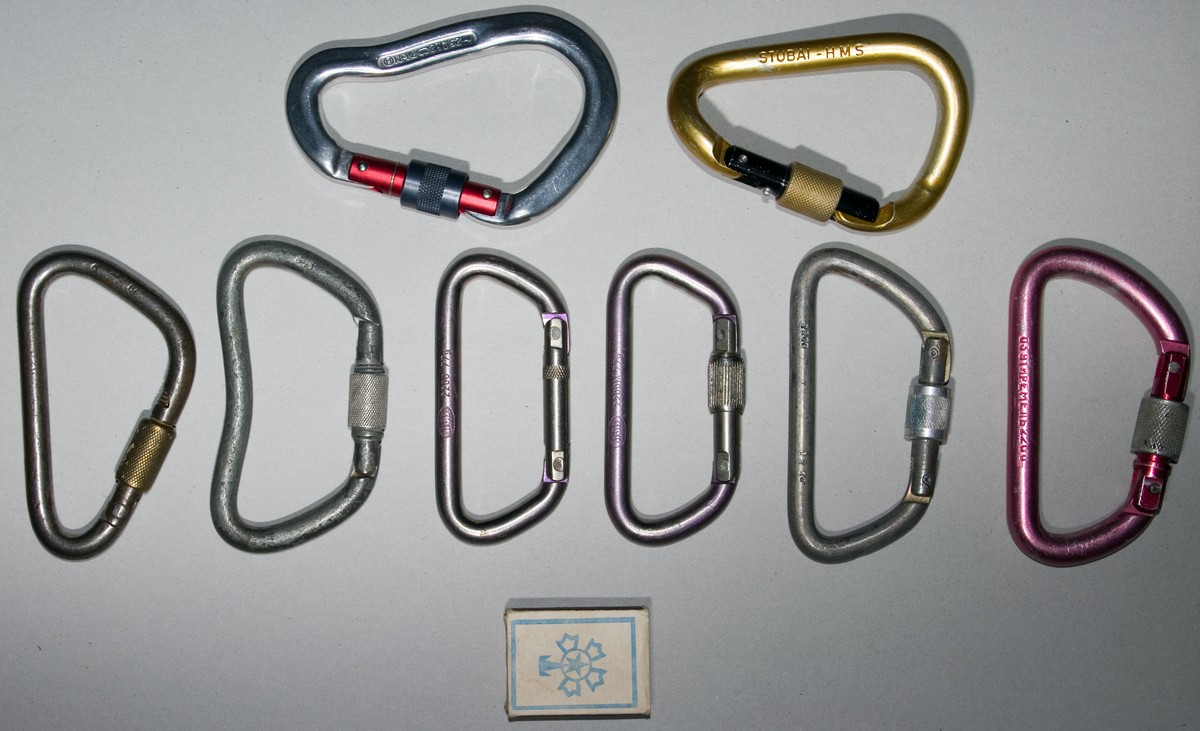
Mosquetões
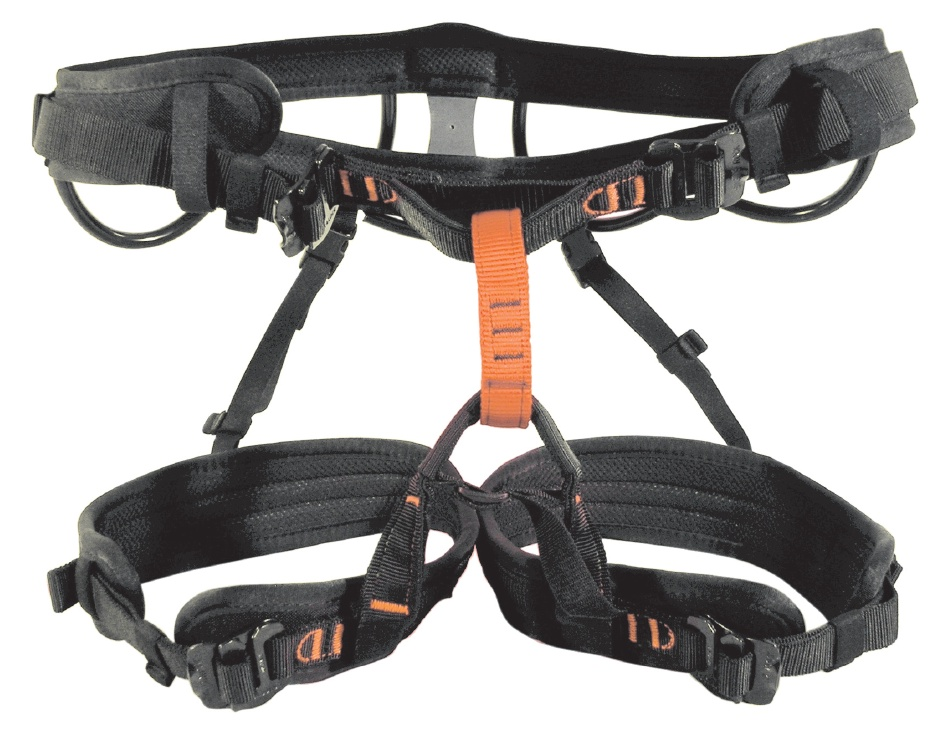
Cadeirinha ou baudrier
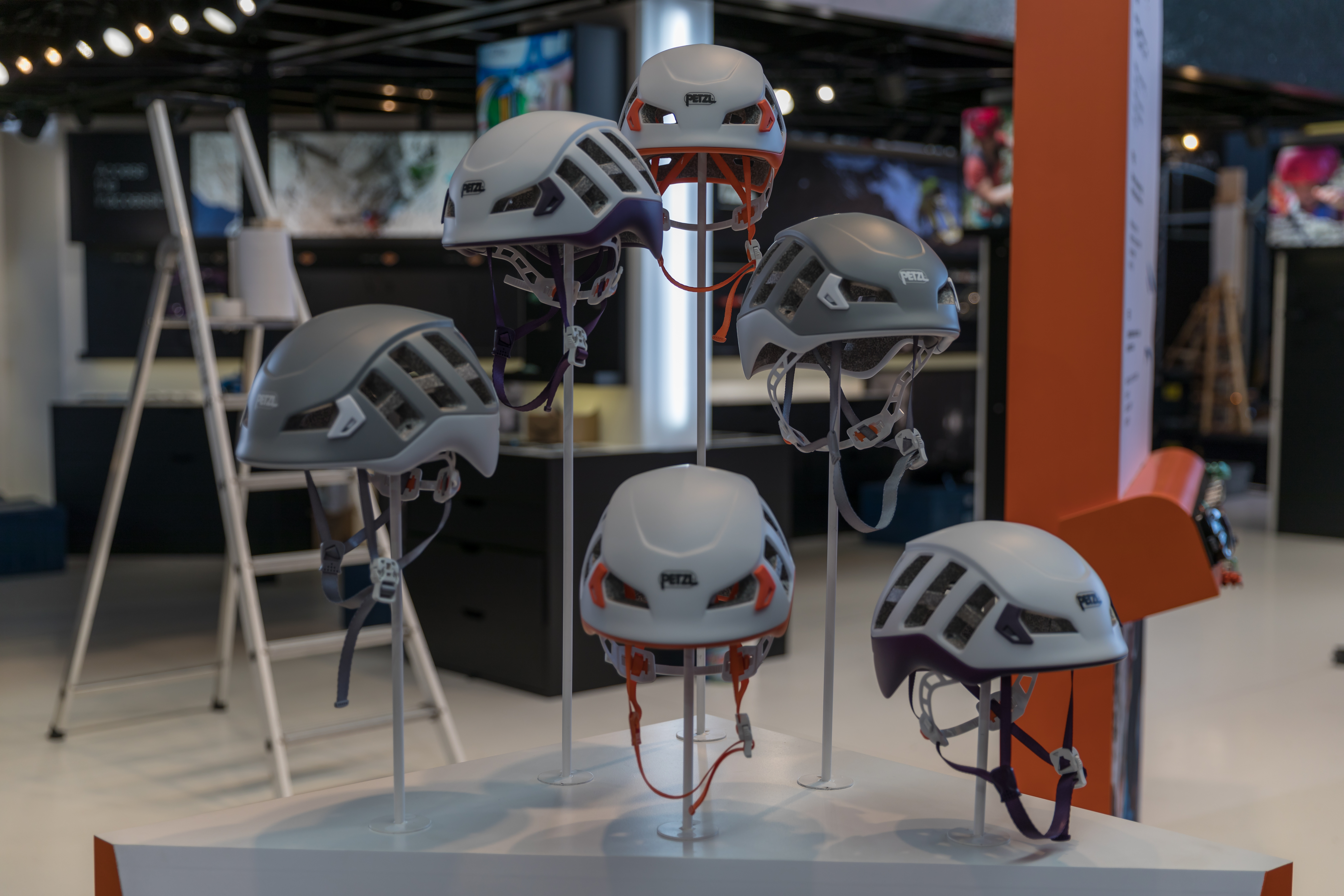
Capacetes
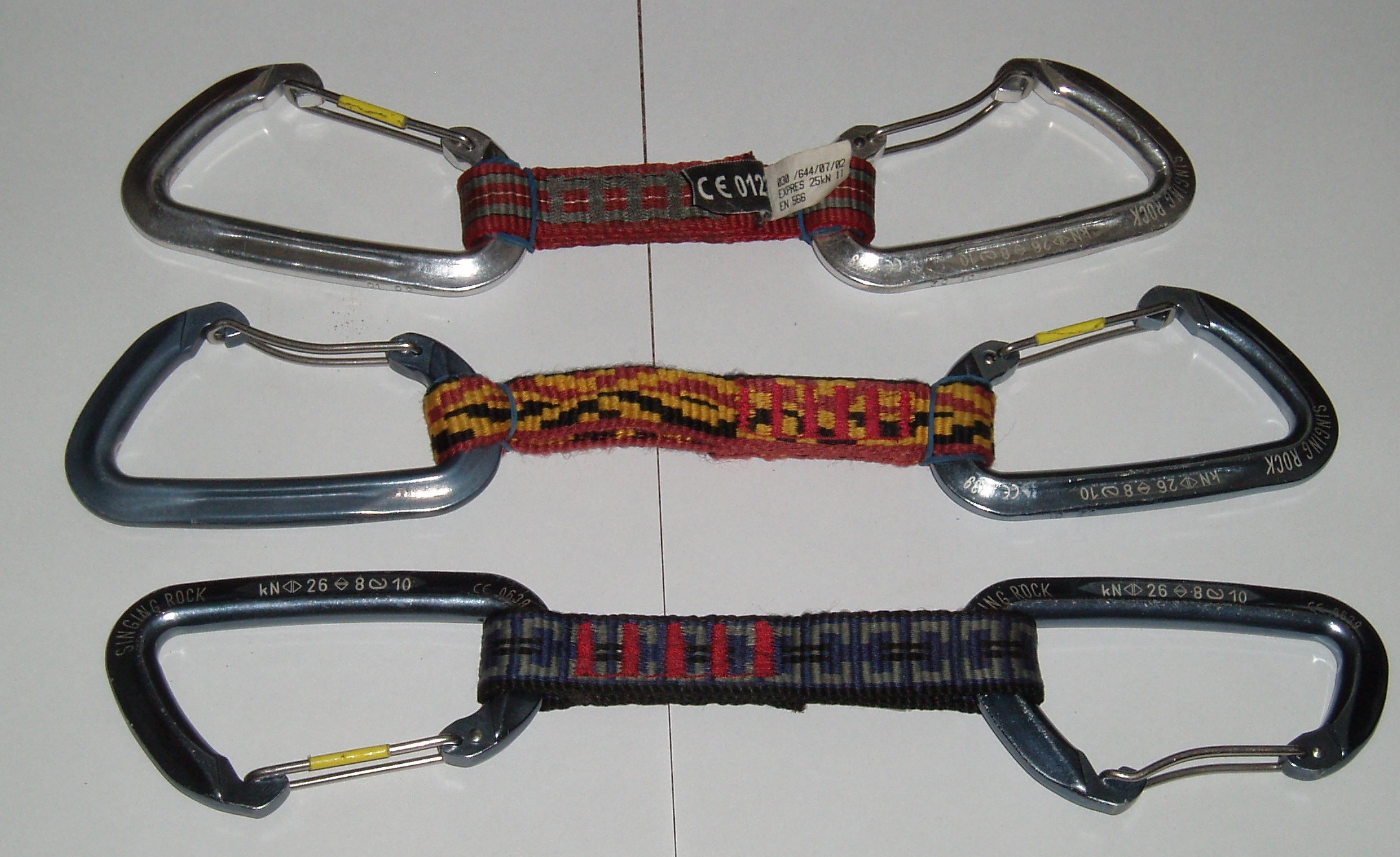
Costuras
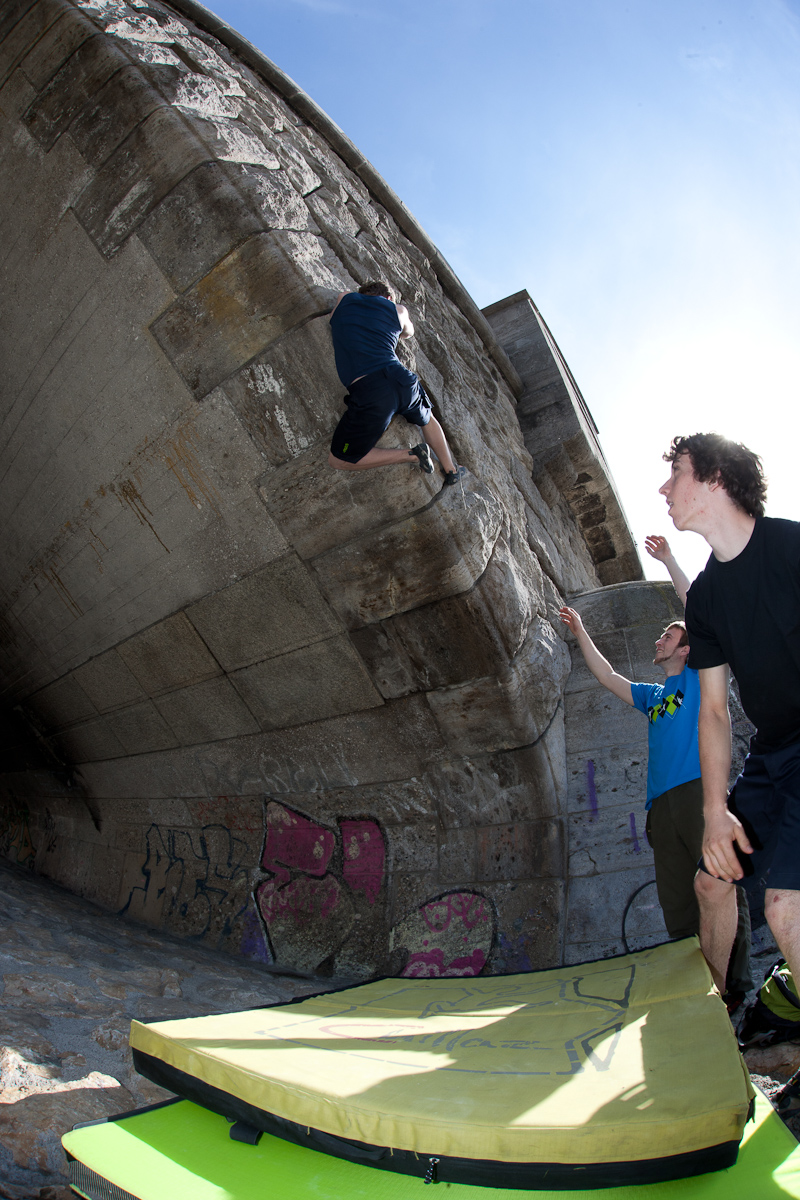
Praticantes de boulder usando crashpads
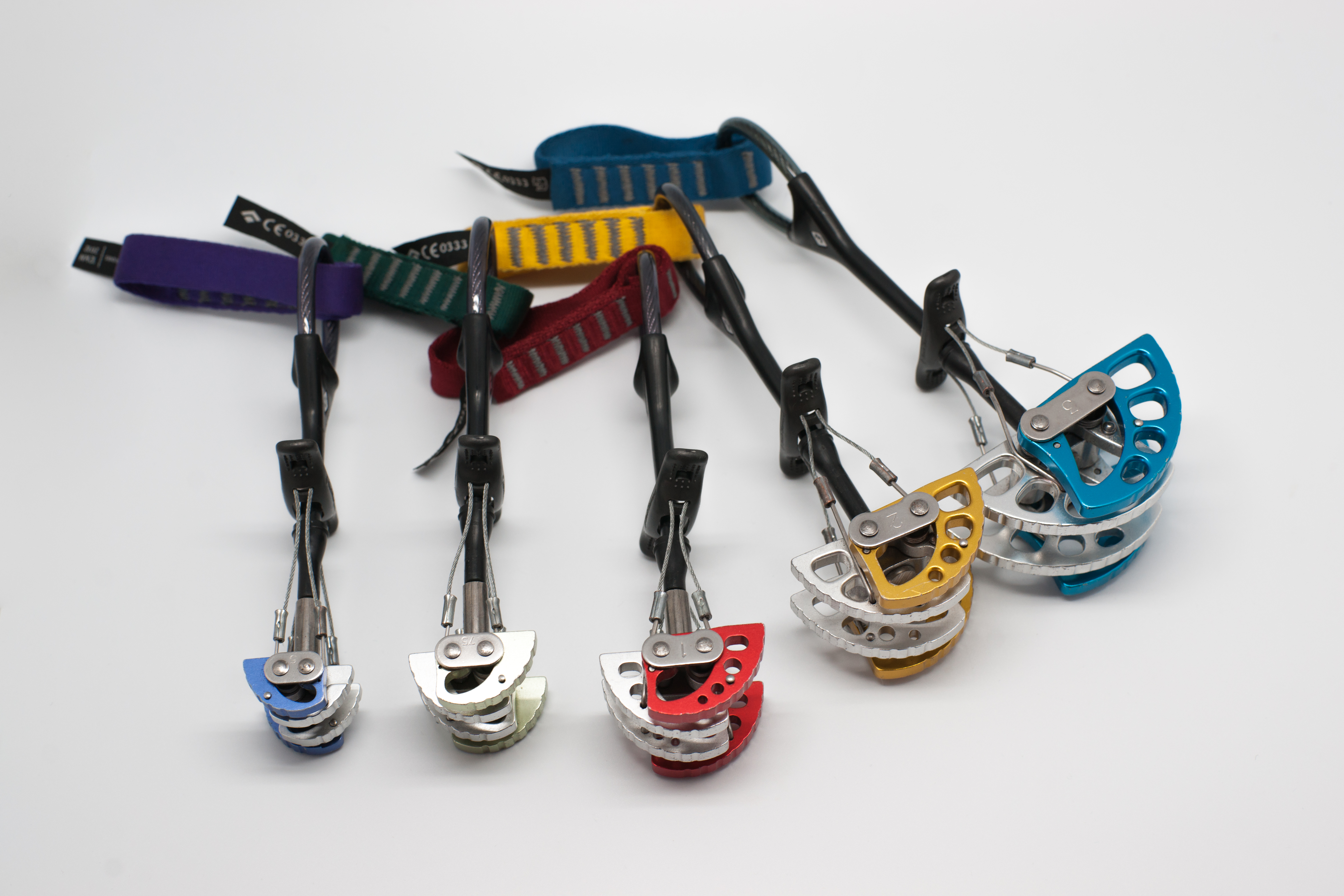
Camalots
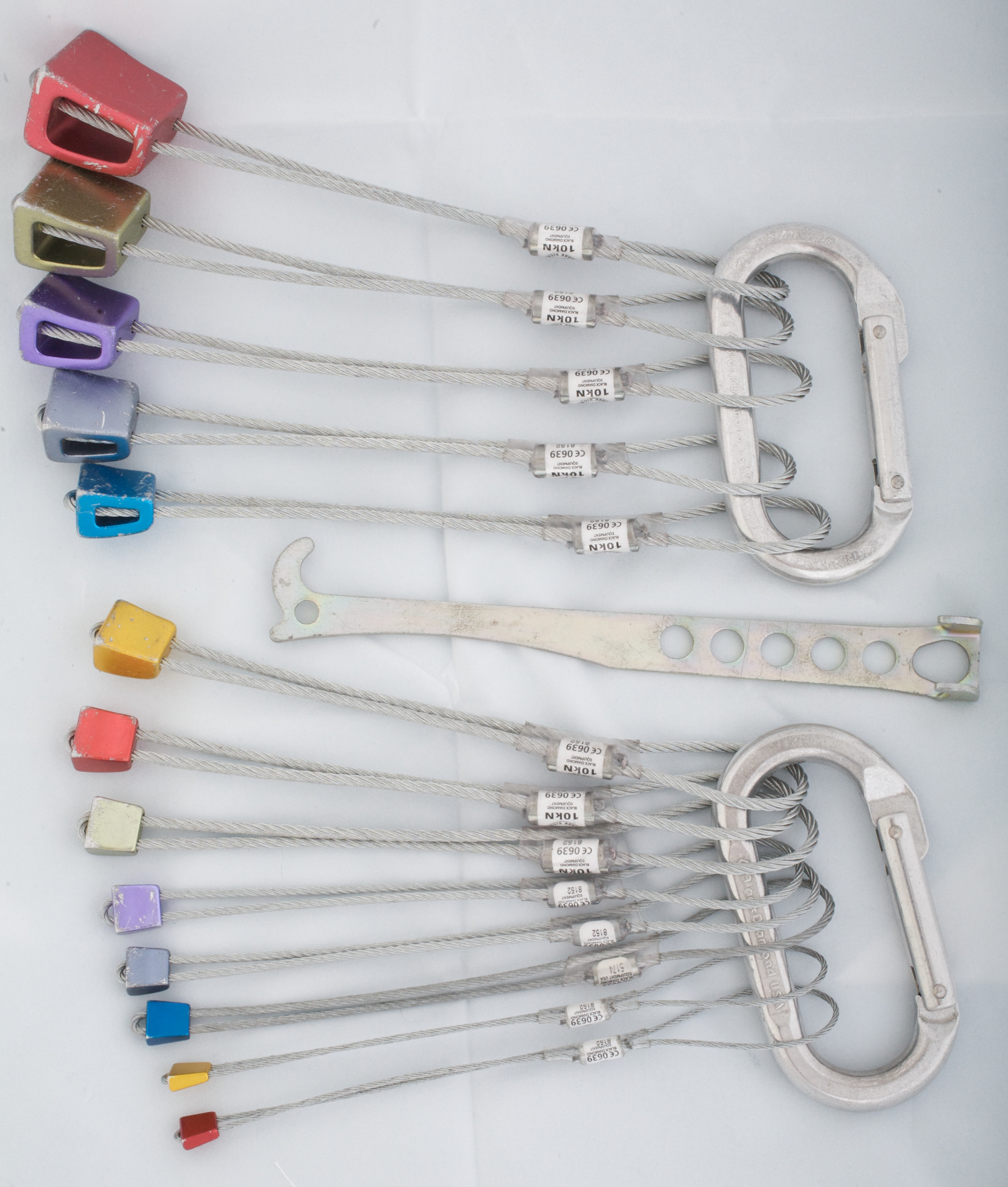
Nuts

## Procedimentos
A escalada é um esporte totalmente orientado à procedimentos e, desta forma, requer treinamento e memorização das técnicas envolvidas na atividade. Procedimentos como confecção de nós, encordoamento, montagem de paradas, dar segurança e rapel, se não executados da maneira correta podem ocasionar acidentes graves ou até fatais. A Confederação Brasileira de Montanhismo e Escalada mantêm um banco de relatos de acidentes em montanha atualizado.
Uma categoria especial de procedimentos é o auto-resgate. Essas técnicas envolvem solução de problemas e eventualidades que podem ocorrer durante uma escalada como, por exemplo, uma queda inesperada em uma parede negativa ou a perda de algum equipamento essencial para a conclusão da atividade.

## Prevenção de acidentes
Escalada pode ser uma atividade perigosa se não praticada corretamente. Mesmo obedecendo todas as boas práticas e executando de forma correta os procedimentos, há alguns  riscos de ocorrerem acidentes.
Segundo pesquisa realizada na década de 80, que apesar de ter sido feita há 40 anos ainda retrata bem o cenário atual, dois terços dos acidentes durante uma escalada são sofridos pelo guia da cordada, que naturalmente está mais exposto aos riscos. A pesquisa também mostrou que durante os 10 anos analisando acidentes de escalada no Parque Nacional de Grand Teton, não houve nenhum registro de acidentes por falha de equipamentos, apesar de grande parte ser causado por uso inadequado dos mesmos. Outros fatores que aumentam os riscos de acidentes são a inexperiência dos escaladores e a tomada errada de decisões.
Por isso, é essencial que o escalador tenha o conhecimento necessário para praticar a atividade e estar ciente dos riscos envolvidos. Cursos com instrutores qualificados são indicados, além de atenção, bom senso e perícia na prática do esporte.

## Meio ambiente e ética
A União Internacional das Associações de Alpinismo (UIAA) possui diversas diretrizes que visam tornar a prática dos desportos de montanha mais sustentáveis, sempre causando o mínimo impacto possível para o meio ambiente e respeitando as normas e éticas locais. O Manifesto dos Escaladores é um dos documentos da UIAA que possui boas práticas para que a atividade seja exercida com consciência. São elas:
1. Praticar o desporto sabendo da necessidade de proteger o entorno da montanha
2. Não deixar rastro
3. Sempre trazer de volta o que carregar consigo
4. Respeitar a cultura e estilo de vida dos residentes e comunidades das montanhas que visitar
5. Atuar com responsabilidade e de acordo com a cultura e as leis do lugar que visito
6. Escalar de forma limpa
7. Oferecer ajuda a outros, incluindo situações que implique não alcançar um cume ou minhas metas pessoais
8. Usar equipamentos de escalada e montanhismo certificados
9. Respeitar outros montanhistas e compartilhar conhecimentos
10. Escalar considerando meus companheiros